# Улица Тлендиева (Алма-Ата)
Улица Тлендиева — улица в Алмалинском и Бостандыкском районах города Алма-Ата. Проходит с юга на север от улицы Сатпаева до проспекта Райымбека между улицей Брусиловского (бывшая Руднева) и улицей Утеген батыра (бывшая Мате Залки).

## История и названия
В советское время носила имя Софьи Ковалевской (русский математик и механик). Примечательная особенность — в городе улицу и ныне называют по имени математика — улица Софьи, а не по фамилии, как это принято.
В 1999 году улица была переименована в часть Нургисы Тлендиева — казахский композитор, дирижёр, домбрист, педагог. Народный артист СССР (1984). Народный Герой Казахстана (1998).

## Структура улицы
Улица является односторонней с юга на север (вниз) от улицы Жандосова до проспекта Райымбека. Односторонний дублер с севера на юг (вверх) — улица Тургут Озала (бывшая Баумана). Ранее была двухсторонней.
Пересекает проспект Абая, улицы Есенжанова, Шакарима, Кулымбетова, Карасай батыра, проспект Толе би, улицы Дуйсенова и Кавказская

### Продолжение улицы на север
После проспекта Райымбека улица переходит в улицу Немировича-Данченко (названа в честь советского театрального режиссёра). Улица Немировича-Данченко часто ошибочно называется улицей Тлендиева (улица Софьи Ковалевской), улица является двухсторонней и проходит от проспекта Рыскулова до проспекта Райымбека. Обе улицы образует единое направление вниз (с юга на север).
Севернее проспекта Рыскулова улица Немировича-Данченко перетекает в г-образную улицу Жанарка, небольшой участок которой также часто принимается как улица Тлендиева или улица Немировича-Данченко.
По плану предусмотрено строительство транспортной развязки на пересечении улиц Немировича-Данченко и Рыскулова с дальнейшим пробитием направление на север и соединением с улицей Аршалы в Алатауском районе. Таким образом будет образована единая транспортная магистраль.
Идут земляные работы через Первомайские пруды до дороги КВ-69 перед развязкой с Р-67 , и продолжается выкуп в частном секторе п. Ужет.

### Особенности движения по улице
- на участке севернее проспекта Абая остался знак ограничения скорости — 40 км/ч, установленный ещё когда улица была двухсторонней. Структура улицы провоцирует разогнаться выше, чем и пользуются экипажи дорожной полиции с радарами;
- на пересечении с проспектом Райымбека образован нестандартный перекресток — 2 полосы предназначены для поворота налево, и 2 — для движения прямо. Допустив движение прямо по левой полосе можно оказаться на встречном участке улицы Немировича-Данченко, чем и пользуются экипажи дорожной полиции.

## Здания и объекты
На улице Тлендиева и рядом с улицей расположены:

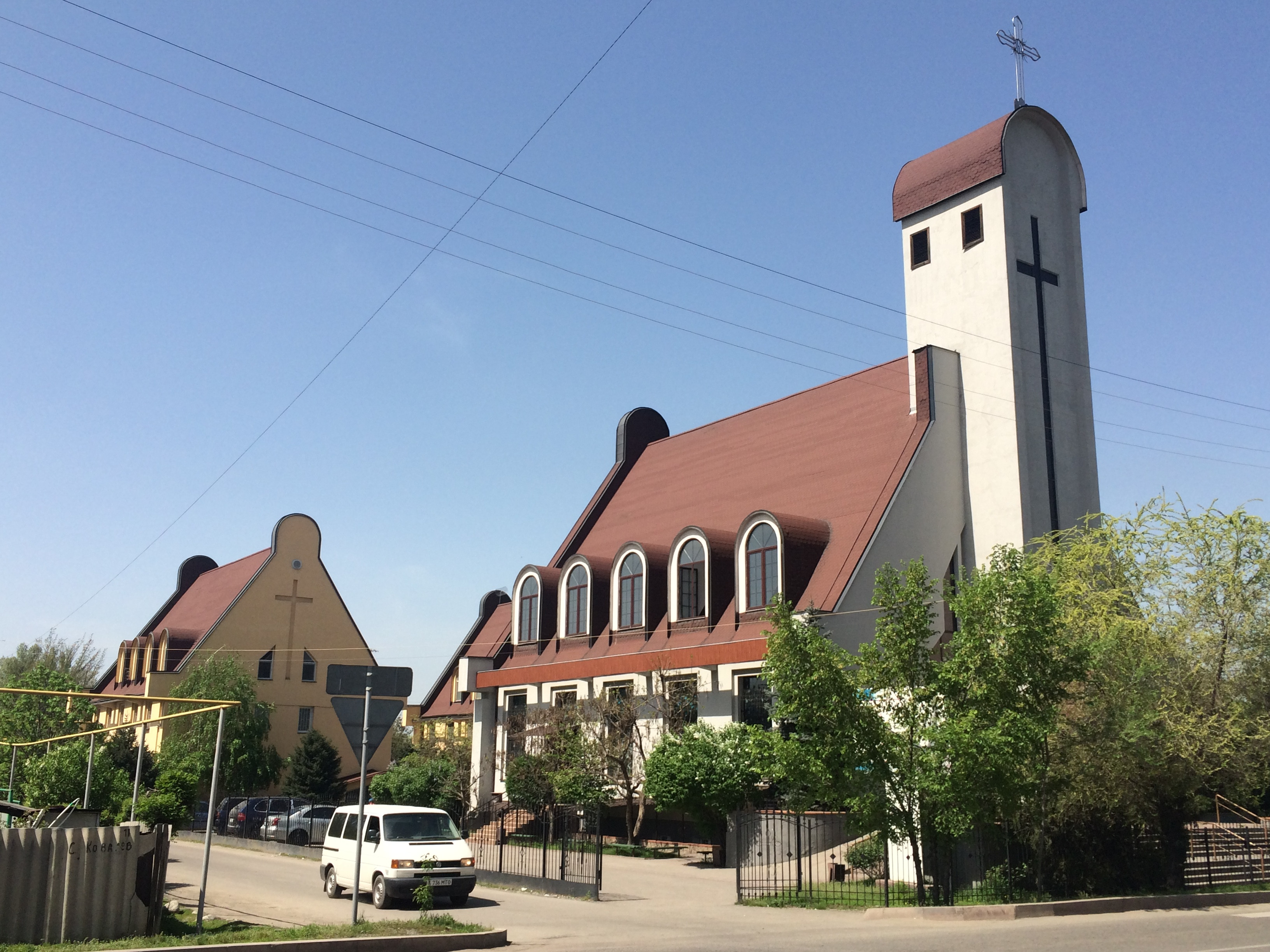
Римско-католический кафедральный собор Пресвятой Троицы по улице Тлендиева

- улица на юге начинается от здания торгово-развлекательного центра «АДК» (ранее — здания Алматинского домостроительного комбината);
- станция метро Сайран;
- Институт горного дела имени Динмухамеда Кунаева;
- западнее улицы Тлендиева рядом с проспектом Абая начинается территория озера «Сайран»;
- в районе пересечения с проспектом Раимбека улица является частой исторического района города «Тастак», здесь расположен одноименный рынок (базар). На западной части находится — рынок автозапасных частей;
- Католический собор Пресвятой Троицы на ул. Тлендиева 9, в 2006 году «Казпочта» выпустила почтовую марку с изображением прихода.

## Общественный транспорт
на пересечениях с улицей Тлендиева расположены:
- с улицей Сатпаева и проспектом Абая — остановки троллейбусов и автобусов;
- с проспектом Абая — станция метро Сайран;
- с проспектом Толе би — остановки автобусов и трамвайная линия (ныне не действует);
- на улицах Абая, Толе би и Раимбека есть выделенные автобусные линии с остановками.

По самой улице Тлендиева от улицы Толе би только на север до проспекта Раимбека ходят автобусы № 81 и № 124